# Йосип Назаретський
Йо́сип Назаре́тський — чоловік Діви Марії, земний батько і опікун Ісуса Христа. Згадується у Новому Заповіті. Народився у Вифлеємі, Юдея, Римська імперія. Походив з єврейського роду з дому Давида. Мешкав у Назареті, в Галілеї, працював теслею. Був нареченим Марії, яку взяв собі за дружину після Благовіщення. Згідно з новозавітним переказом, сумнівався у ній, дізнавшись про її вагітність, але мав об'явлення Божого ангела, який переконав його не розривати шлюбу. Під час перепису населення імперії, повернувся з Марією до Вифлеєма, де вона народила Ісуса. Невдовзі був змушений тікати до Єгипту з родиною від переслідувань царя Ірода, але за кілька років повернувся до Назарета. Коли Ісусу виповнилося 12 років, ходив разом із ним і Марією, до Єрусалимського храму. Точна дата смерті невідома. Ймовірно, помер в Назареті, до того як Христос почав проповідь Царства Божого, оскільки згодом не згадується серед його родичів: матері і братів. Вшановується усіма християнськими церквами як святий і праведник. День пам'яті за григоріанським календарем — 19 березня. Культ вшанування має східнохристиянське походження. Найдавніші згадки датуються IV століттям і походять з коптської церкви. У католицькій церкві проголошений її патроном і святим патріархом (1870). У іконографії зображується теслярем, з дитям Ісусом, квітками лілії, голубами тощо. Патрон батьків, ненароджених дітей, робітників Америки, Канади, Індонезії, В'єтнаму.

## Новий Заповіт

### Родовід
Згідно з Новим Заповітом, родоводами Ісуса Христа, поданими Євангелістами Лукою та Матвієм, Святий Йосип походить з роду царя Давида. За євангелістом Матвієм батьком Йосипа був Яків, а євангеліст Лука називає Ілію. Ця відмінність була пояснена ще у часи ранньої церкви Євсевієм Кесарійським на основі законів левірату, тобто що Йосип мав одного біологічного батька і пізніше другого батька за тодішнім законом. Через це і виникли різні генеалогічні родоводи. Походження Йосипа й його родини з Давидового роду, що мав колись осідок у Вифлеємі, було пов'язане з подією на суспільному полі з нагоди перепису людей, що його наказав провести Рим, а виконав Квіріній. Тому коли був проголошений перепис Йосип був змушений з'явитися перед чиновниками перепису у Вифлеємі «..бо він походив з дому й роду Давида».

### Професія
Професія Йосипа описується у Євангелії від Матея грецьким словом «грец. τέκτων, Tekton». Хоча традиційно «τέκτων» перекладається як «тесляр», проте воно має досить загальне значення (від того ж слова походить — «технологія»), і яке може охоплювати створення об'єктів з різних матеріалів, і в тому числі будівельних. Крім перекладу Нового Завіту, асоціація Йосипа з деревообробкою пов'язана і з традиціями першого і другого століть. Юстин Мученик (пом. близько 165) писав, що Ісус робив ярма і плуги.

### Заручення з Марією
Йосип був заручений з Дівою Марією. Раніше ніж вони могли жити разом, він дізнався про її вагітність. Він був чоловік праведний і, не бажаючи її знеславити, хотів тишком відпустити, тобто дати їй тишком документ розлучення. Проте розгублення Йосипа не тривало довго. Через деякий час «ангел Господній з'явився йому уві сні й мовив: „Йосипе, сину Давида, не бійсь узяти Марію, твою жінку, бо те, що в ній зачалось, походить від Святого Духа. Вона породить сина, і ти даси йому ім'я Ісус, бо він спасе народ свій від гріхів їхніх.“» (Мт. 1:20–21).

### Народження Ісуса Христа
Після народження Ісуса Христа у Вифлеємі Святе Сімейство втікає від загрози вбивства у Єгипет і перебуває там декілька місяців — до смерті царя Ірода у березні-квітні 750 року римської ери (4 р. до н. е). Тоді ангел Господній знову з'явився Йосипові у сні і сказав «Встань, візьми дитятко та його матір і повернись в Ізраїльську землю, бо вмерли ті, що чигали на життя дитятка.». Прийшовши до Палестини, Йосип дізнався, що в Юдеї править Архелай, син Ірода І — монарх, що мав погану славу. Тоді «Попереджений же вві сні, він пішов у галилейські сторони і, прибувши туди, оселився в місті, що зветься Назарет…» (Мт. 2:22–23). У Євангелії від Івана Ісус Христос названий сином Йосипа, тобто Йосип у народі був бачений батьком (земним) Ісуса Христа. Новим Завітом також згадані брати та сестри Ісуса, що часто приводить до непорозумінь у трактуванні цих слів, проте ніде не вказано, що їх батьком був Йосип (Мт. 13:55; Мк. 6:3).

### Дитинство Ісуса Христа
Згідно з Євангеліями від Луки та Матвія, Ісус провів своє дитинство у місті Назарет в Галілеї. Чоловік Марії — Йосип, з'являється в описах дитинства Ісуса, але немає ніяких згадок про нього надалі. Востаннє зустрічається згадка про Йосипа в історії згублення та віднайдення Ісуса в Єрусалимі. Ісусові батьки, так їх зве євангеліст Лука (Лк. 2:41), ходили щороку на свято Пасхи до Єрусалиму. Повертаючись разом із багатьма паломниками, поділеними на групи із свята додому, батьки думали, що їх дитина йде в одній з тих груп. Проте, коли виявили, що Ісуса немає серед них, то повернулися його шукати. Малого Ісуса знайшли у Храмі і запитали:

## Апокрифи
Ранні християнські джерела, які включають апокрифічні писання, а також і писання ранніх Отців Християнських, кажуть, що він був вдівцем із 4-ма синами і дочками, коли він погодився бути обрученим з молодою сиріткою дівою Марією, яка чудом народилася батькам Йоакиму й Анні тоді, коли обидвоє вже були в такому віці, що вже звичайно їм діти б не народилися.
Йосип зробив це з поважним ваганням через свій вік, але був слухняним на завдання, яке так зрозумів, що воно йому доручено Самим Богом. Його віра скоро була випробувана, коли стало ясним, що Марія — вагітна. Доброта цього надзвичайного чоловіка відразу стала видною, бо ж він вирішив не користатися зі свого права бути вільним від обов'язку далі доглядати за своєю нареченою (а її потім могли вкаменувати), а тихо послати її в таке місце, де вона могла б породити свою дитину в безпечності.
Коли він так вирішив, то появився йому Ангол у сні (як сказав був Пророк Йоїл — 2:28) і сказав йому, що Дитятко в утробі Марії — від Духа Святого. І як відповіла Марія на провіщення Божого плану Архангелом, так і Йосип погодився і від того часу був вірним опікуном і Матері, й Дитятку, захищаючи їх і постачаючи їм все потрібне для життя, аж доки не впокоївся багато років пізніше.

## Свято на честь Йосипа Обручника
- 8 січня — разом з Пресвятою Богородицею прославляється її праведний Обручник й опікун Святий Йосип.

Празник наголошує на жертовності й готовності св. Йосипа і Діви Марії все вчинити, щоб виконати Божий задум, і ставить їх усім християнам за приклад, як за Божу справу треба бути готовим йти на край світу, забуваючи про себе.
У тропарі свята св. Йосипа названо верховним Покровителем Церкви Христової. У кондаку свята Церква нагадує вірним, що відважний Йосип, втікаючи з Пресвятою Богородицею і Дитятком Ісусом до Єгипту, оминув Іродового меча. Отож, просимо, щоб він нас, переслідуваних сатаною, які поневіряються пустелею цього життя, рятував від сатанинських підступів і охоронив од вічної погибелі.

## Галерея

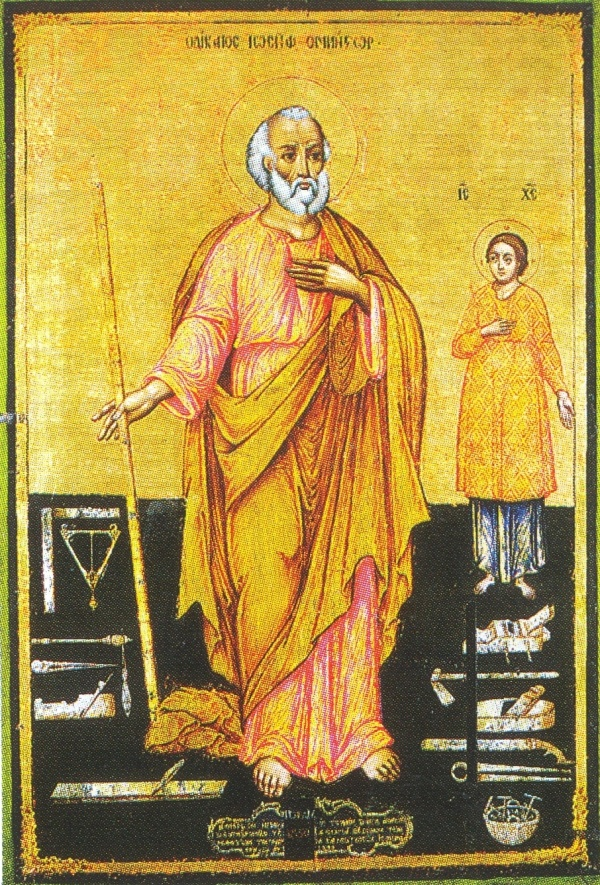
Св. Йосип Обручник з Ісусом. Варненський археологічний музей, (бл. 1850)
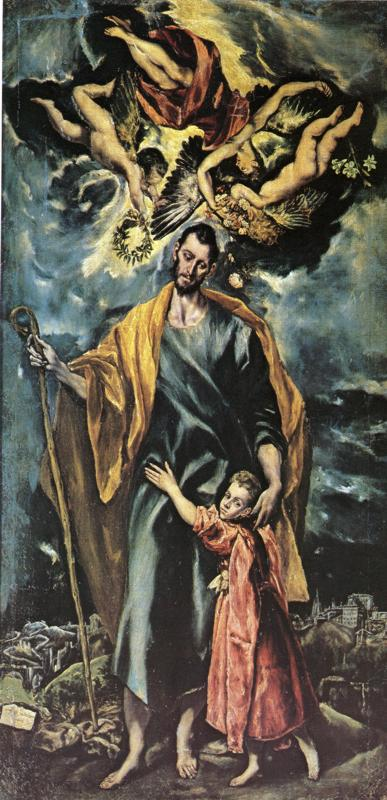
Св. Йосип і немовля Христос. Ель Греко, каплиця Сан-Хосе (Іспанія) (між 1597 та 1599 рр.)
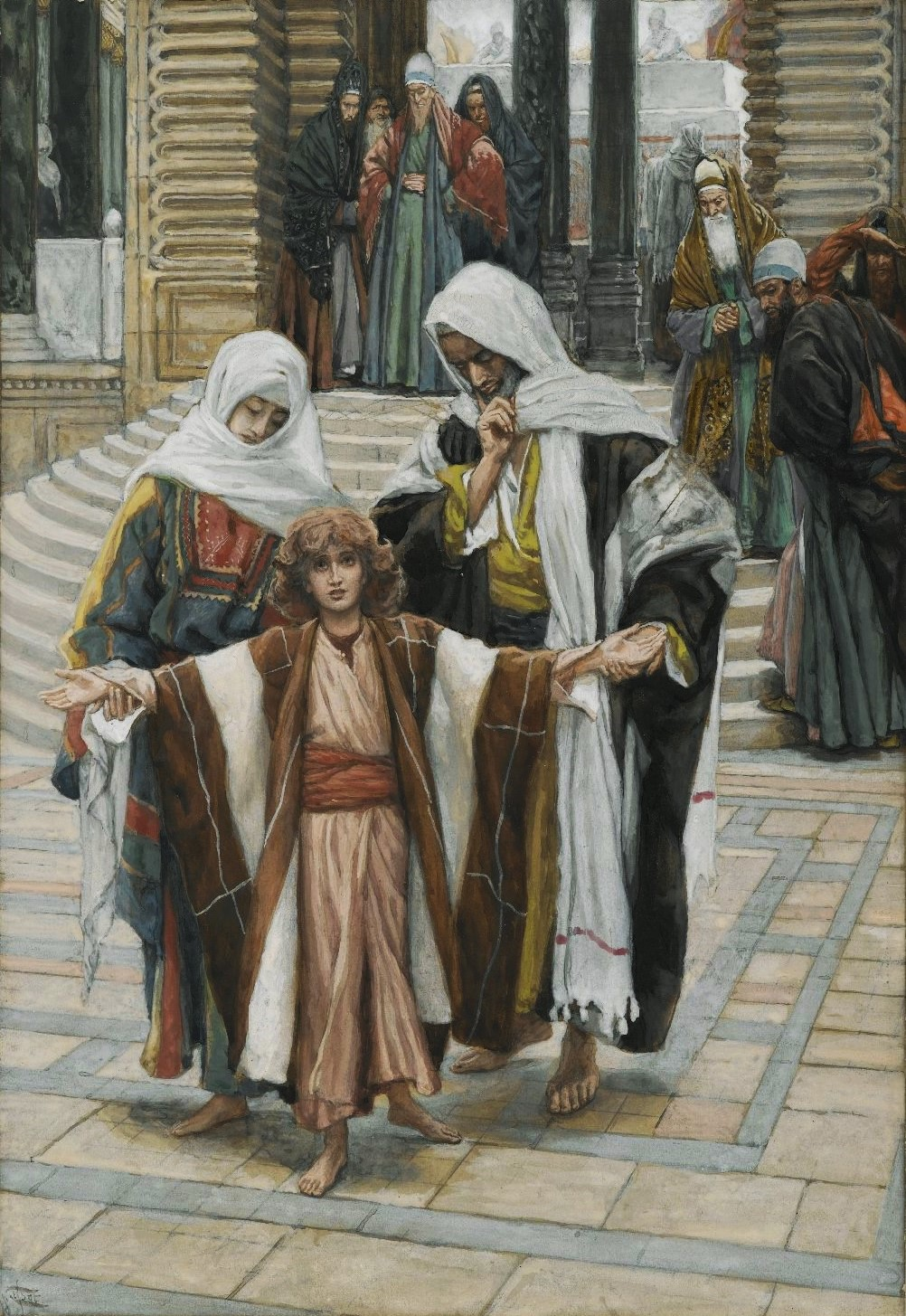
Ісус знайдений у Храмі. Джеймс Тіссо, Бруклінський музей (між 1886 та 1894 рр.)
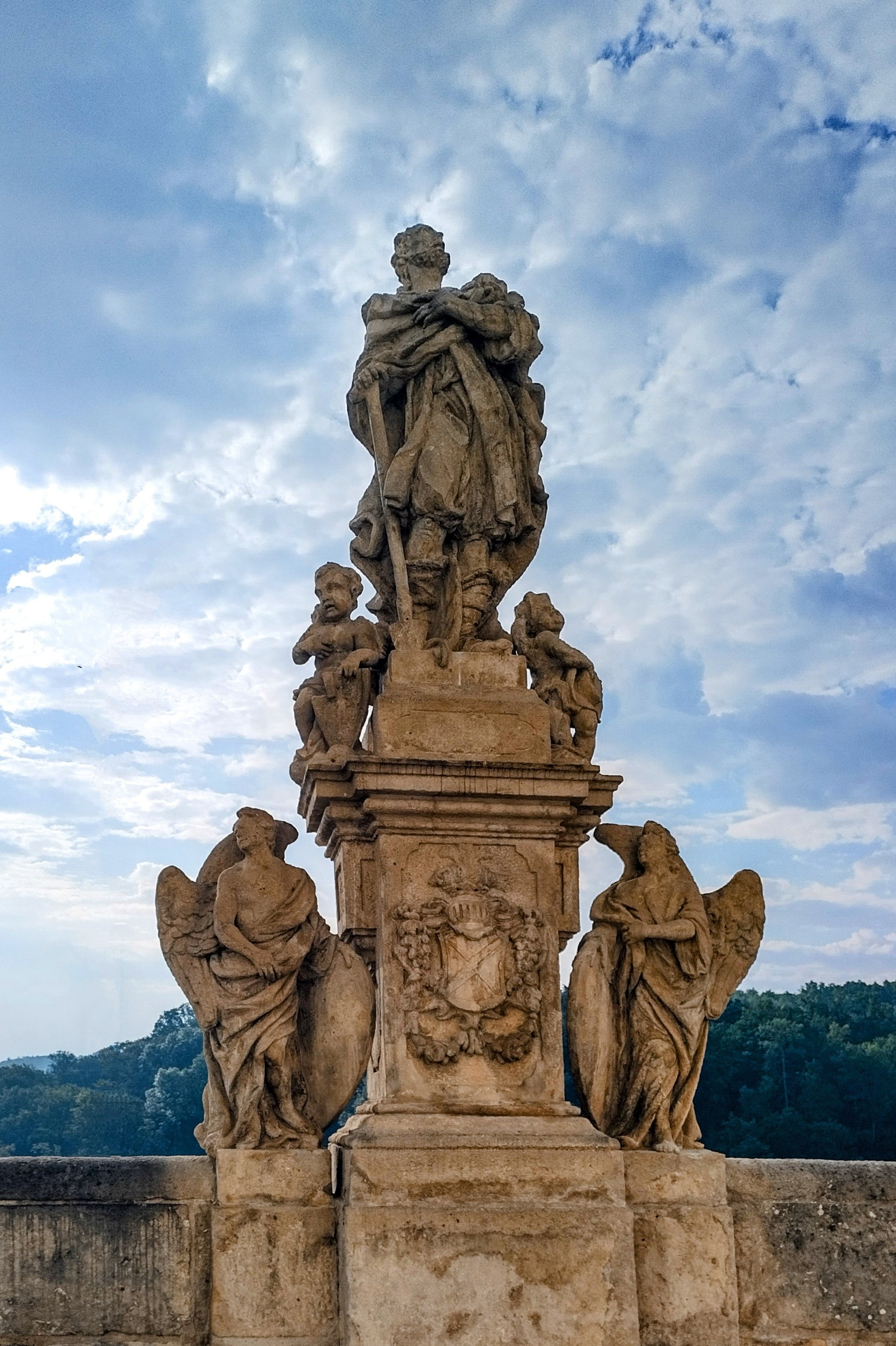
Статуя Св. Йосипа біля Єзуїтського колегіуму, Кутна Гора
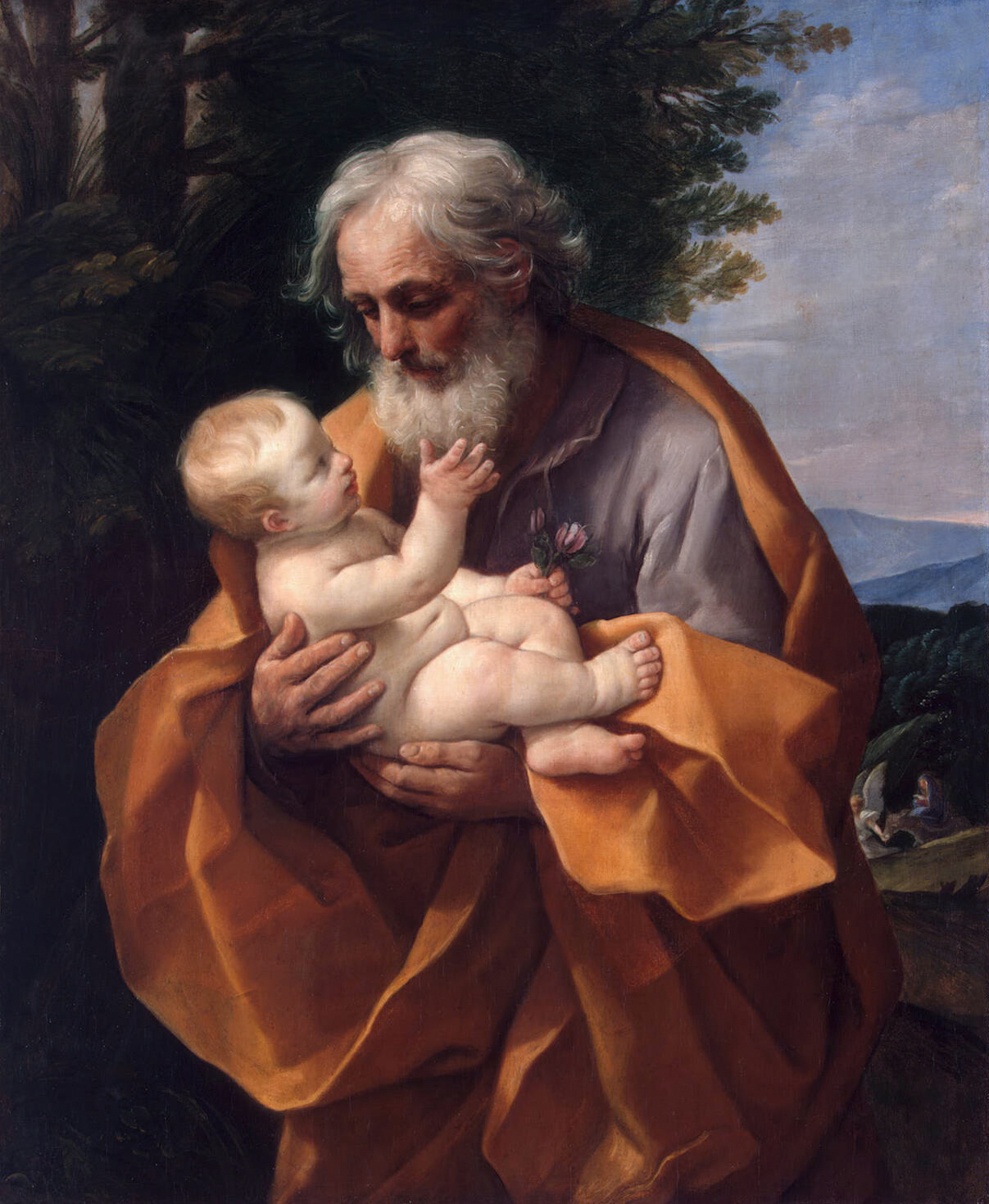
Св. Йосип з немовлям Христом на руках. Гвідо Рені, Ермітаж (1635)